# Gargares

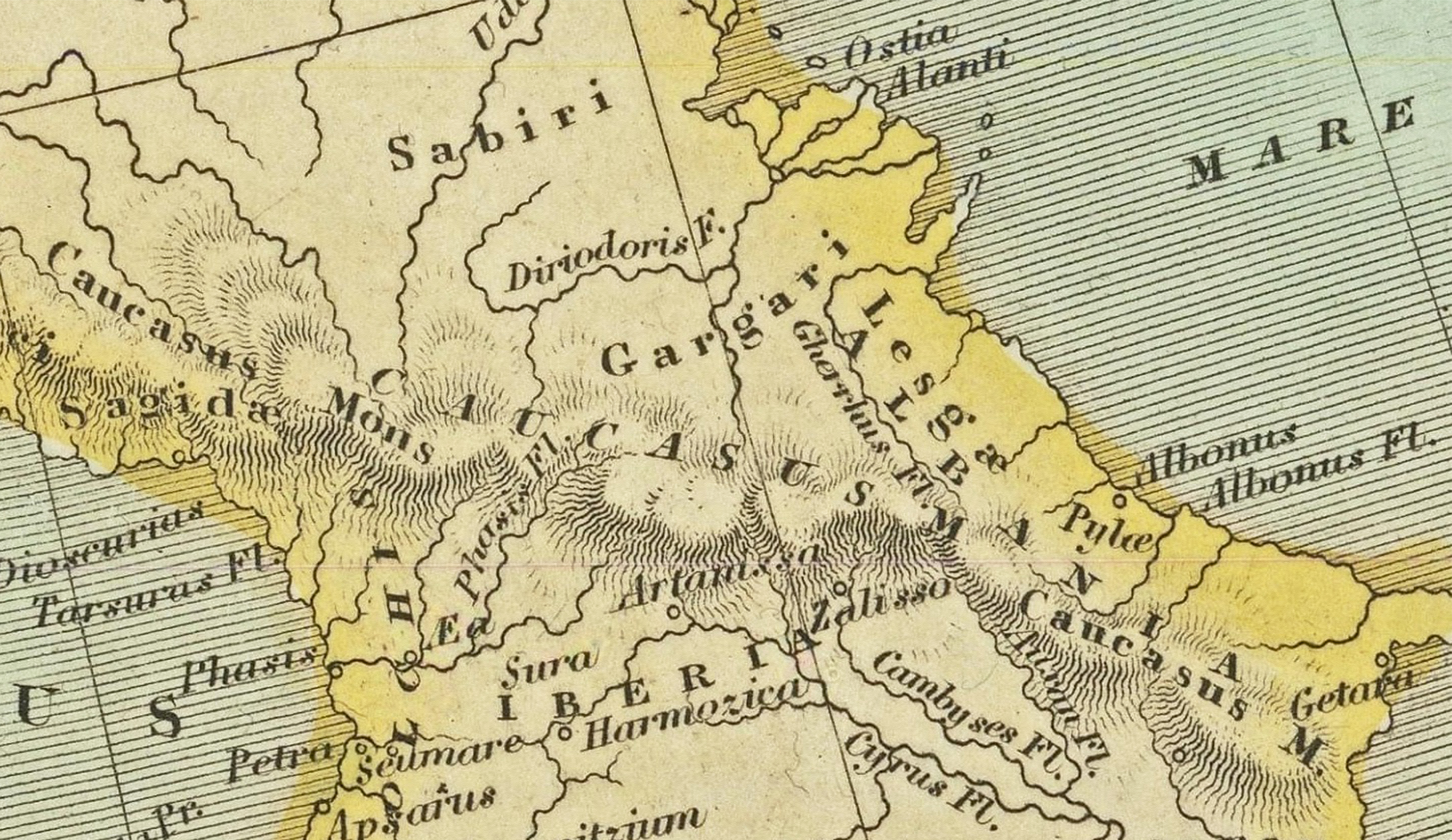
Gargarianos (Gargari) no norte do Cáucaso em um fragmento do mapa do antigo Império Romano de Henry Teesdale.

Os gargares eram uma das tribos da Albânia caucasiana. De acordo com a suposição de Kamilla Vasilievna Trever, a mais cultural e líder das tribos que habitavam este Estado medieval. Adrienne Mayor identifica os gargares com os inguches. De acordo com outra versão, eles estão associados aos rutuls.
O nome desta tribo já estava registrado nas obras de Estrabão. Os gargares provavelmente viviam a leste da província de Otena, na Albânia. O etnônimo "gargar", registado por autores armênios, surge na primeira metade do I milênio, em paralelo com o etnônimo “albano”.